# Messier 102
Messier 102 (còn được gọi là M102) là một thiên hà được liệt kê trong Danh lục Messier chưa được xác định rõ ràng. Pierre Méchain, người đầu tiên phát hiện ra nó, nói rằng đó là một quan sát trùng lặp của Messier 101, nhưng nhiều bằng chứng lịch sử ủng hộ rằng đó là NGC 5866, mặc dù các thiên hà khác đã được đề xuất là nhận dạng có thể. NASA cũng coi nó chính là NGC 5866.

## Lịch sử
Danh lục Messier là danh sách các thiên thể do Charles Messier biên soạn trong giai đoạn từ năm 1771 đến năm 1781, trong đó ông mô tả ngắn gọn về mỗi thiên thể và cung cấp tọa độ của chúng trên bầu trời. Do Messier chỉ quan tâm tới việc tìm kiếm các sao chổi nên ông tạo ra danh sách về các thiên thể không phải là sao chổi này đã làm thất bại công cuộc tìm kiếm sao chổi của ông. Pierre Méchain cộng tác cùng Messiertrong biên soạn danh sách này.
M102 được Méchain quan sát vào cuối tháng 3 hoặc đầu tháng 4 năm 1781 và được Messier thêm vào phiên bản cuối cùng của danh lục xuất bản năm 1781. Tuy nhiên, Messier đã không đưa ra tọa độ của M102 trong danh lục của ông, dẫn tới sự lẫn lộn về thiên thể chính xác mà họ đã quan sát. Mô tả của ông về thiên thể này là như sau:
Nébuleuse entre les étoiles Omicron du Bouvier & Iota du Dragon: elle est très-foible; près d'elle est une étoile de la sixième grandeur. (Tinh vân nằm giữa các sao Omicron Boötis và Iota Draconis: nó rất mờ nhạt; gần nó là một sao cấp 6.)— Charles Messier (1781), Connaissance des Temps pour l'Année 1784

Năm 1783, Méchain rút lại phát hiện của mình trong bức thư gửi J. Bernoulli và tuyên bố rằng M102 trên thực tế là bản sao ngẫu nhiên của M101 trong danh lục. Bức thư này sau đó đã được xuất bản hai lần: Lần đầu tiên bằng tiếng Pháp gốc trong Memoirs của Viện Berlin năm 1782, và lần thứ hai bằng bản dịch tiếng Đức và được Johann Elert Bode sắp xếp lại một chút trong Berliner Astronomisches Jahrbuch vào năm 1786.
J'ajouterai seulement que N.101 et 102 a la p. 267 Connaissance des tems 1784 ne sont qu'une même nébuleuse, qui a été prise pour deux, par une faute des cartes. (Tôi sẽ chỉ bổ sung rằng số 101 & 102 tại trang 267 của Connoissance des tems [năm] 1784 không phải là gì khác ngoài việc là cùng một tinh vân, đã được ghi lại như là hai, do sai sót trong biểu đồ [bầu trời].)— Pierre Méchain (1783), Memoirs of the Berlin Academy for 1782

## Thiên thể tương ứng
Kể từ khi xuất bản Danh lục Messier, một số thiên thể đã được các nhà sử học, nhà thiên văn học chuyên nghiệp và nghiệp dư khác nhau xác định là tương ứng với M102.

### Messier 101

Messier 101 theo quan sát của Kính viễn vọng không gian Hubble. Ghi công: NASA/ESA.

Messier 101 (còn được gọi là Thiên hà Chong Chóng hoặc NGC 5457) là một thiên hà xoắn ốc trực diện trong chòm sao Đại Hùng. Trong bức thư viết năm 1783 cho [[Johann III Bernoulli|J. Bernoulli, Pierre Méchain (người đã chia sẻ thông tin về những khám phá của ông với Messier) đã tuyên bố rằng M102 thực sự là một bản sao ngẫu nhiên của M101 trong danh lục. Bức thư này sau đó đã được xuất bản hai lần: Lần đầu tiên bằng tiếng Pháp gốc trong Memoirs của Viện Berlin năm 1782, và lần thứ hai bằng bản dịch tiếng Đức và được Johann Elert Bode sắp xếp lại một chút trong Berliner Astronomisches Jahrbuch vào năm 1786.

### NGC 5866

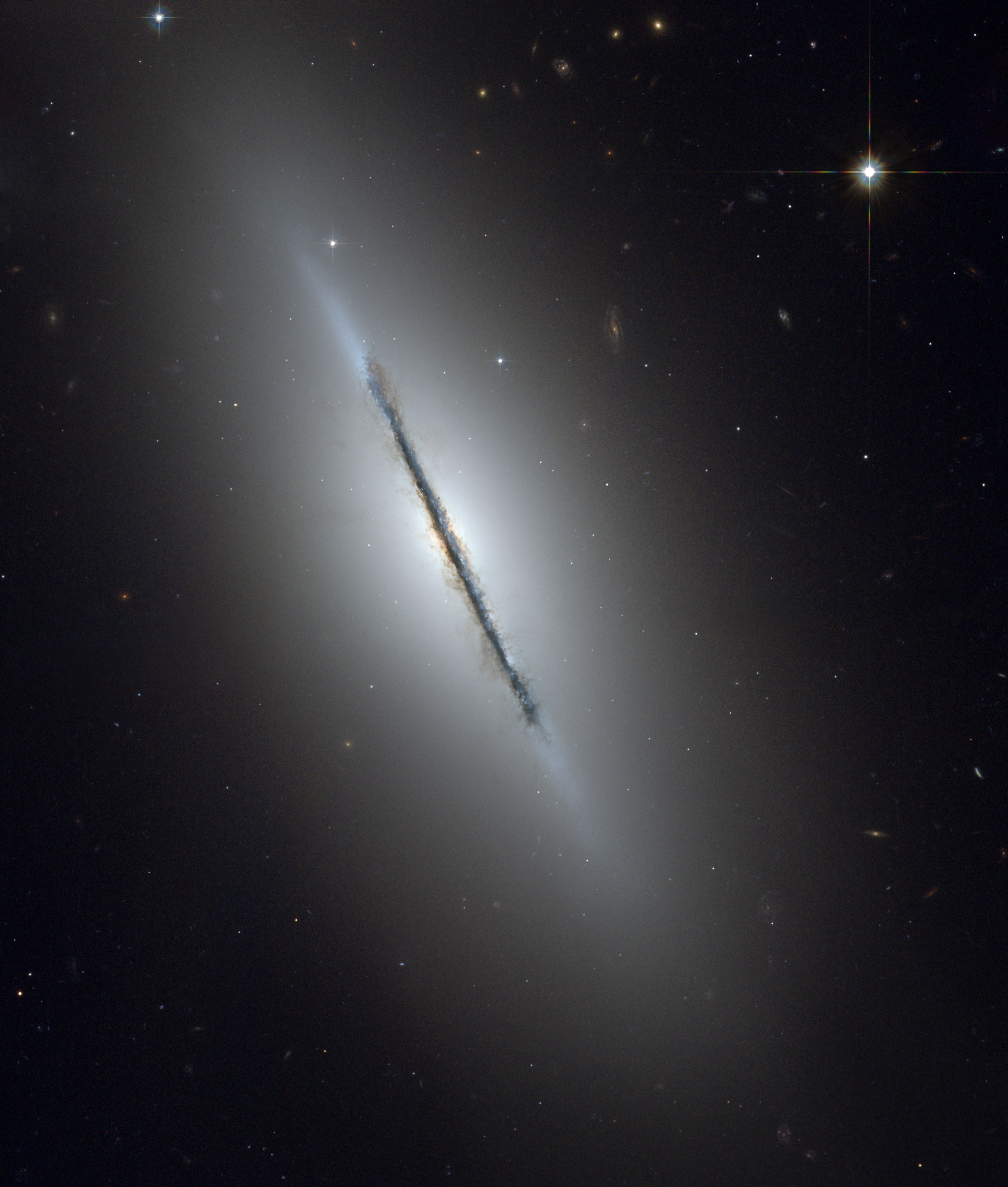
NGC 5866 theo quan sát của Kính viễn vọng không gian Hubble. Ghi công: NASA/ESA.

NGC 5866 (một trong hai thiên hà thường được gọi là thiên hà Con Suốt) là một thiên hà hình hạt đậu trong chòm sao Thiên Long. Thiên hà này gần như trùng khớp với cả mô tả thiên thể của Pierre Méchain trong phiên bản in của Danh lục Messier năm 1781 và vị trí thiên thể được Charles Messier đưa ra trong các ghi chú viết tay trong danh sách cá nhân của ông về Danh lục Messier.

### Các thiên thể tương ứng có thể khác
Mặc dù M101 và NGC 5866 được coi là hai ứng viên có thể nhất là M102, nhưng một vài thiên thể khác cũng từng được đề xuất như là tương ứng có thể của mục từ này.

#### NGC 5879, NGC 5907, NGC 5905, NGC 5908
NGC 5879, NGC 5907, NGC 5905 và NGC 5908 là các thiên hà gần với vị trí của NGC 5866. Theo tiêu chí này, tất cả chúng cũng giống như NGC 5866 đều có thể là tương ứng của M102. Tuy nhiên, tất cả các thiên hà này đều không đủ sáng hay có độ sáng bề mặt đủ cao như NGC 5866, vì thế rất ít khả năng chúng là M102.

#### NGC 5928
NGC 5928 là một thiên hà có cấp sao biểu kiến 14, nằm giữa ο Boötis và ι Serpentis. John Louis Emil Dreyer trong Notes and Corrections đối với Danh lục Tổng quát Mới đã gợi ý rằng nó có thể là một nguồn được nhận dạng như là M102 trên cơ sở cho rằng ι Serpentis có thể đã bị nhận dạng sai thành ι Draconis tại vị trí được đưa ra cho thiên thể này. Tuy nhiên, rất có thể là nó đã không thể quan sát được đối với Messier và Méchain, vì thế rất ít khả năng nó là M102.